# Robert Descharnes
Robert Descharnes (*  1. Januar 1926 in Nevers, Frankreich; † 15. Februar  2014 im Département Indre-et-Loire) war ein französischer Fotograf, Filmemacher der Avantgarde und einer der wichtigsten Biographen des Malers Salvador Dalí. 
Descharnes lernte Gala und Salvador Dalí 1950 auf dem Passagierschiff America auf einer Reise in die USA kennen. Es entwickelte sich eine enge Zusammenarbeit zwischen Dalí und Descharnes, insbesondere im Bereich des Films. Gemeinsam drehten sie 1954 den Film Die ungewöhnliche Geschichte von der Spitzenklöpplerin und dem Rhinozeros, der Dalís Theorien über die logarithmische Spirale zum Inhalt hatte. Descharnes wurde ein enger Freund und Sekretär des Malers. 
Als das Werk Dalís in den 1980er Jahren von einer Lawine an Fälschungen bedroht wurde, ernannte Dalí Descharnes 1986 zum Leiter des Unternehmens Demart, das zum Schutz der Urheberrechte Dalís dienen sollte, eine Position, die Descharnes einnahm bis zu seinem Ruhestand im Jahr 2004. Er galt als führender Experte von Dalís Werken. 2011 wurde Descharnes zum Chevalier des Arts et Lettres ernannt.

## Belege
1. ↑  Le Nivernais Robert Descharnes, collaborateur de Salvador Dali, est mort, abgerufen am 30. September 2023 (französisch).

| Personendaten    | Personendaten                       |
| ---------------- | ----------------------------------- |
| NAME             | Descharnes, Robert                  |
| KURZBESCHREIBUNG | französischer Fotograf, Filmemacher |
| GEBURTSDATUM     | 1. Januar 1926                      |
| GEBURTSORT       | Nevers, Frankreich                  |
| STERBEDATUM      | 15. Februar 2014                    |
| STERBEORT        | Département Indre-et-Loire          |